# Astragalus gummifer

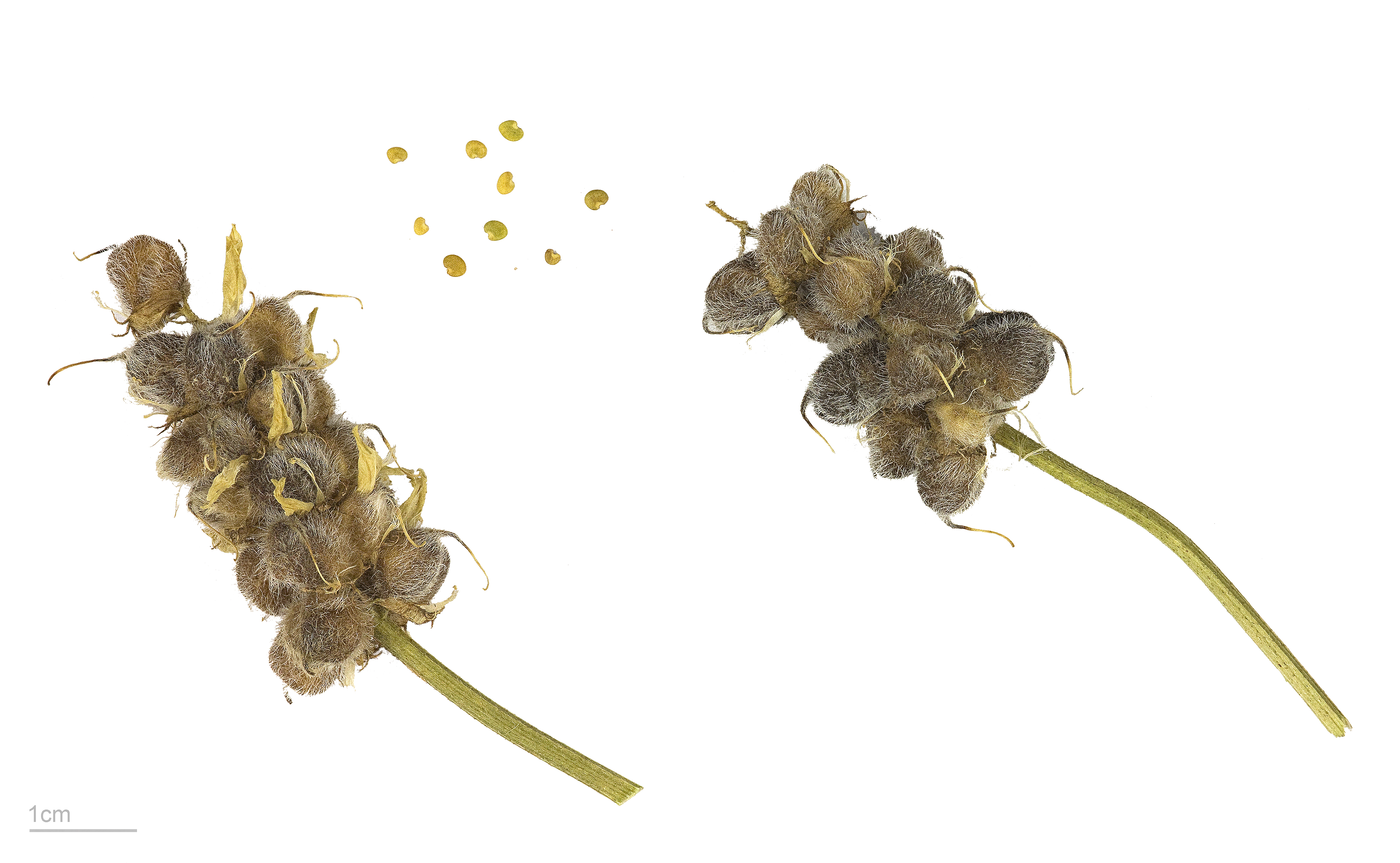
Astragalus gummifer

Astragalus gummifer, sinònim:Astracantha gummifer, és una espècie de planta herbàcia i perenne fabàcia. Es distribueix a Àsia i Mitjà Orient i és una planta medicinal.

## Taxonomiaa
Astracantha gummifer va ser descrita per (Labill.) Podl. i publicada a Mitteilungen der Botanischen Staatssammlung München 19: 12, l'any 1983.

## Sinònims
- Astragalus gummifer Labill.
- Astragalus gummifera Labill.
- Astragalus rayatensis Eig[3]